# Verónica Soberón
Verónica Liliana Soberón (Buenos Aires, 14 aprile 1977) è un'ex cestista argentina.

## Carriera
Con l'Argentina ha disputato due edizioni dei Campionati mondiali (1998, 2006) e quattro dei Campionati americani (1997, 1999, 2003, 2005).